# 意大利活力党
義大利萬歲（義大利語：Italy Alive），又譯為義大利活力黨，是一个在2019年由義大利前總理马泰奥·伦齐成立的政党，並被認為在同年政府重組談判發揮關鍵作用。但在2021年，該黨因反对复苏计划退出内阁，間接使朱塞佩·孔蒂向義大利總統塞爾焦·馬塔雷拉提出辭職。
意大利万岁与行动党同为欧洲民主党的成员。